# Isojärvi (Pomarkku)
Le lac Isojärvi est un lac situé à Pomarkku et Siikainen en Finlande,.

## Présentation
Le lac Isojärvi a une superficie de 39,4 kilomètres carrés et une altitude de 34,8 mètres.